# Montre de plongée
Une montre de plongée est une montre conçue pour la plongée sous-marine qui a comme caractéristique d'avoir une étanchéité supérieure à dix atm, l'équivalent de 100 mètres de colonne d'eau, ainsi qu'une lunette mobile unidirectionnelle permettant la mesure relative du temps de la plongée.

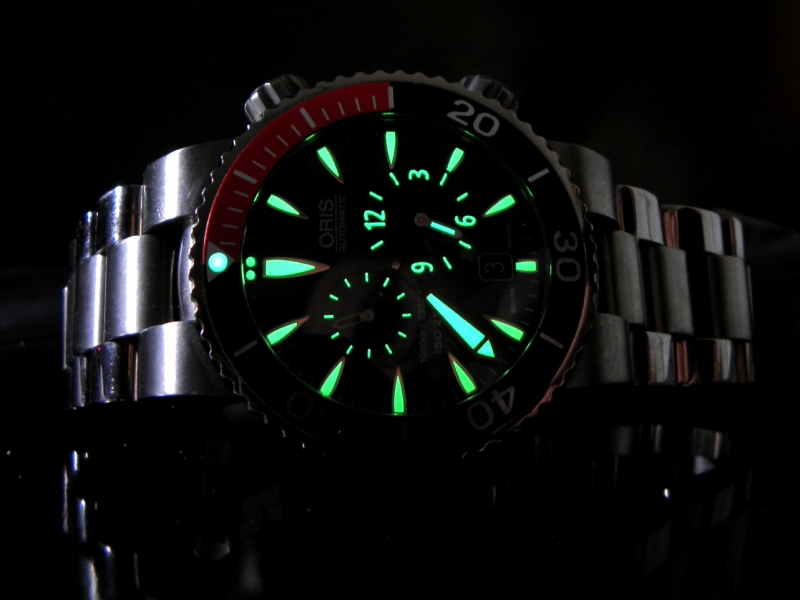
Une montre de plongée à chiffres luminescent.

La montre de plongée typique a une étanchéité étalonnée pour une pression de 200 ou 300 mètres, bien que la technique actuelle permette la construction de montres de plongée qui peuvent aller à une profondeur bien plus grande, avec un record à 12 000 mètres théoriques pour la Rolex Deepsea Challenge (descendue en réalité à 10 908 mètres dans la fosse des Mariannes). Le record absolu de profondeur pour une montre est actuellement détenu par Omega et sa Seamaster Planet Ocean Ultra Deep Professional avec une plongée à 10 925 mètres.
Pour être reconnues, les montres de plongée doivent actuellement être conformes à la norme ISO 6425 qui définit les caractéristiques des montres qui conviennent à la plongée avec un appareillage respiratoire sous-marin à la profondeur de 100 mètres ou davantage. Ces montres portent alors la mention « Diver's Watch » pour les distinguer des montres qui ne conviendraient pas à la plongée en scaphandre autonome.

## Histoire
L'histoire des efforts pour fabriquer des montres qui soient étanches et les utiliser sous l'eau remonte certainement au XVIIe siècle, notamment pour les besoins de la navigation. Au XIXe siècle, les montres résistantes à l'eau et à la poussière étaient des exemplaires uniques créées spécialement pour un client particulier et décrites comme des « montres d'explorateurs ». Au début du XXe siècle, de telles montres sont enfin produites industriellement pour le marché militaire et la distribution commerciale. Comme leurs prédécesseurs, les modèles du début du XXe siècle sont développées afin de répondre aux besoins de groupes différents, mais liés par des besoins similaires : explorateurs, militaires, marins, plongeurs professionnels, etc.
En 1883, la société Alcide Droz & Fils met sur le marché la première montre étanche : L'Imperméable. Il s'agit d'une montre gousset.
En 1926, Rolex présente son premier boîtier de montre étanche. Pour montrer son efficacité, la société équipe la nageuse Mercedes Gleitze avec le modèle Oyster pour sa traversée de la Manche à la nage, le 7 octobre 1927.
Omega SA commercialise en 1932 l'Omega Marine. Après une série d'essais conduits par le Laboratoire d'Horlogerie de Neuchâtel en mai 1937, la montre fut certifiée capable de supporter une pression de 13,5 atmosphères, soit une profondeur de 135 mètres, sans aucune prise d'eau.
En 1932, l'horloger Mido commercialise la Multifort Aquadura, première montre à la fois étanche, anti-choc et automatique.
Durant la Seconde Guerre mondiale, les nageurs de combat italiens possèdent une longueur d'avance sur leurs homologues alliés grâce à l'horloger italien Panerai : l'unité d'élite Décima Mas, avant l'armistice de Cassibile, cause bien des tracas à la Royal Navy, notamment durant l'attaque menée contre le port d'Alexandrie en 1941 où les cuirassés HMS Valiant et HMS Queen Elizabeth sont coulés par des hommes-grenouilles italiens. Ceux ci, pour minuter les mines à retardement, les temps de plongée et la navigation sur des "Maiale" (torpilles pilotables), sont en effet équipés de montres étanches très ingénieuses incorporant des mouvements Rolex dans un boîtier étanche maison muni d'un remontoir spécial étanche et d'un éclairage luminescent très efficace. Une réédition modernisée de cette montre, dont la publicité capitalise habilement sur ce fait d'armes, est commercialisée sous l’appellation Panerai Luminor.
En 1952, Blancpain produit la Fifty Fathoms conçue sur les conseils de Bob Maloubier, fondateur des nageurs de combat français, et destinée aux dotations de la Marine nationale.
En 1958, l'horloger genevois Jean Richard SA dépose un brevet pour une lunette tournante interne et fonde la filiale et marque Aquastar, qui crée en 1962 la montre Benthos 500 équipée de joints toriques permettant de résister à une pression de 500 mètres, puis le chronographe automatique Deep star qui équipe en 1963, pour le commandant Jacques-Yves Cousteau, les plongeurs de l'expérience Precontinent II et III : sa lunette interne permet pas moins de cinq calculs (durée totale de plongée, cadence de remontée, temps de décompression, désaturation en azote et même la majoration de durée du palier en cas de plongées successives).
En 1961, Vulcain fabrique la Nautical, un modèle de montre de plongée équipée d'un réveil aquatique avec une sonnerie audible sous l'eau, qui permet à son porteur de savoir quand il doit remonter en surface.
En 1963, Yema sort la première montre de série étanche à 300 m, la Superman.
En 1965, Seiko sort sa première montre de plongée étanche à 150 mètres, et en 1967 sa Professional 300 modèle 6215, étanche à 300 mètres. En 1975, la firme nippone utilise pour la première fois du titane pour sa montre de plongée 6159, étanche à 600 mètres, ainsi que les premiers bracelets en caoutchouc à soufflet pour compenser la pression de la combinaison.
En 1971, Oméga fabrique la Seamaster 1000 pour l'équipe de Cousteau.
En 1998, fin des montres mécaniques en dotation de la Marine nationale française, qui équipe ses plongeurs de combat avec la Casio DW-9000.
Le fabricant Sinn présente en 2006 la première montre à étanchéité absolue, la Sinn X, montre en équipression dont le boîtier rempli de silicone peut résister à toutes les profondeurs connues. En 2008, la marque présente la U-1000 avec poussoir fonctionnel, étanche à 1000 mètres.

## Normalisation
La norme ISO 6425 définit une série de caractéristiques qu'une montre doit posséder pour être vendue en tant que montre de plongée. Cette norme a été publiée en 1982 et actualisée en 1996, puis en 2018,.
La norme spécifie une série d'exigences et les moyens de tester qu'une montre y est conforme, : 
- La montre doit résister à une profondeur d'eau d'au moins 100 mètres, soit une pression isostatique de 10 bars. La pression est augmentée de 25 % pour le test : ainsi, une montre certifiée pour 200 mètres est testée à 25 bars et non 20.
- Elle doit résister à la corrosion par l'eau de mer. Pour tester cette résistance, elle est immergée pendant 24 heures dans une solution de sel à 30 grammes par litre.
- Elle doit être lisible à 25 cm de distance dans l'obscurité totale.
- Elle doit résister à des variations de température importantes. Cette aptitude est validée en la plongeant alternativement dans de l'eau à 40 °C puis à 5 °C pendant 10 minutes.
- Il doit exister un moyen pour son utilisateur de s'apercevoir immédiatement si la montre est arrêtée, même dans l'obscurité. Sur une montre analogique, la présence de luminova sur l'aiguille des secondes répond à cette condition.
- Elle doit posséder un moyen de mesurer la durée des plongées. Il peut s'agir d'une lunette tournante, qui doit alors être unidirectionnelle : ainsi un mouvement accidentel peut conduire à une surestimation du temps de plongée, pas à une sous-estimation.
- Elle doit résister aux chocs. Cette aptitude est testée en percutant la montre, d'un côté puis de l'autre, avec un pendule d'une masse de 3 kg.
- Le bracelet doit être solidement attaché à la montre : l'attache doit résister à une force de traction de 200 newtons de chaque côté.
- Aucune condensation ne doit se former à l'intérieur de la montre lorsqu'elle est chauffée à 40 °C puis plongée dans l'eau froide.
- Si elle est électronique, elle doit disposer d'un avertissement de fin de vie de la pile.

La norme définit les mentions, en diverses langues, que le fabricant est autorisé à apposer à une montre répondant à ces spécifications.

## Galerie

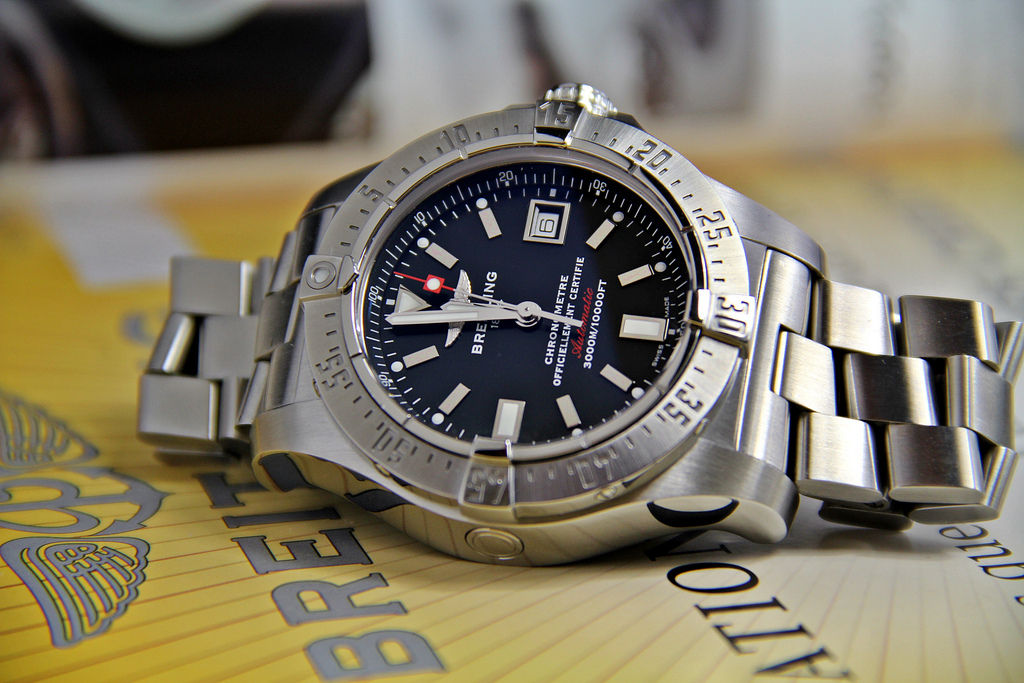
Breitling avenger seawolf.
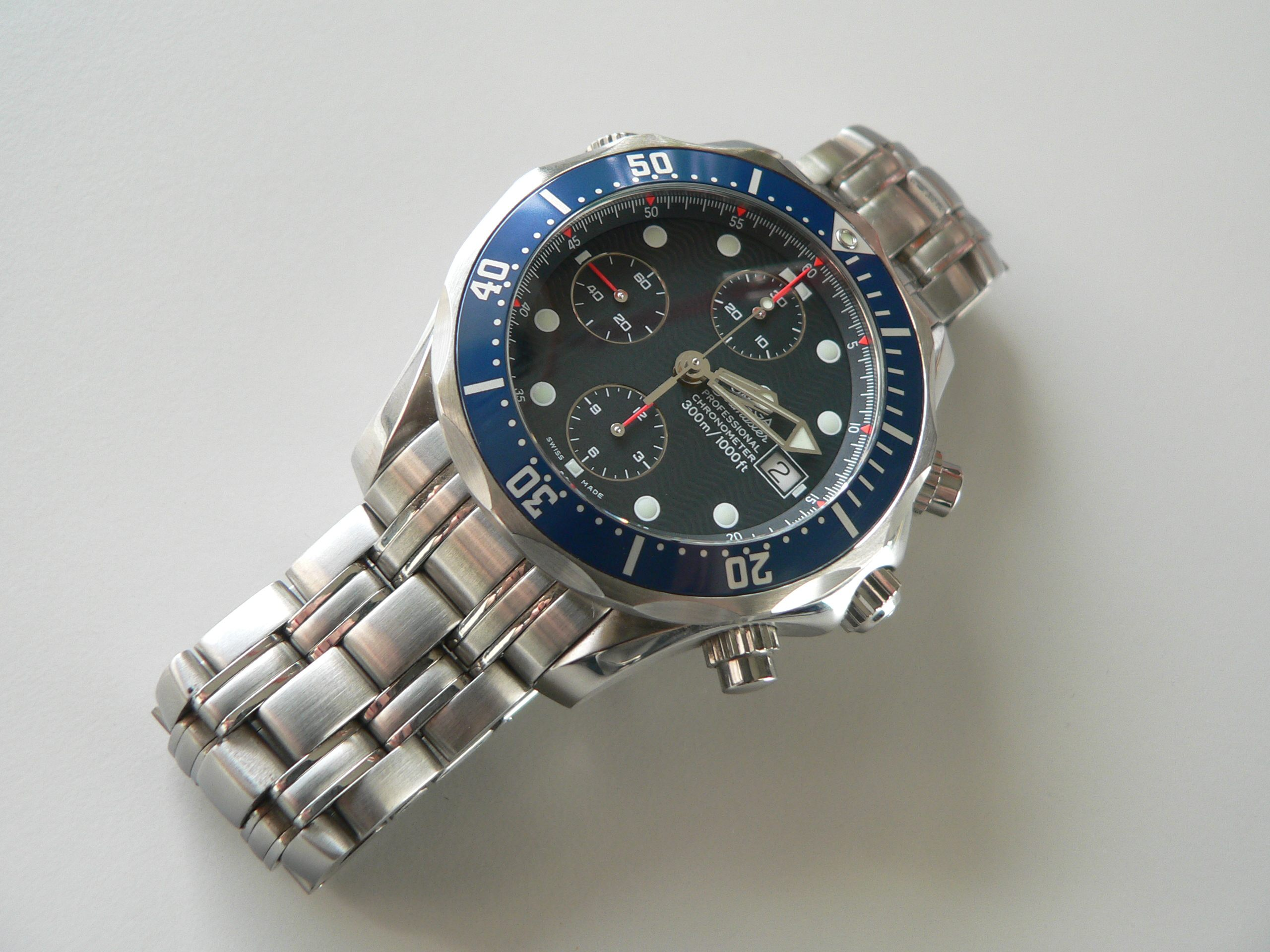
Omega Seamaster
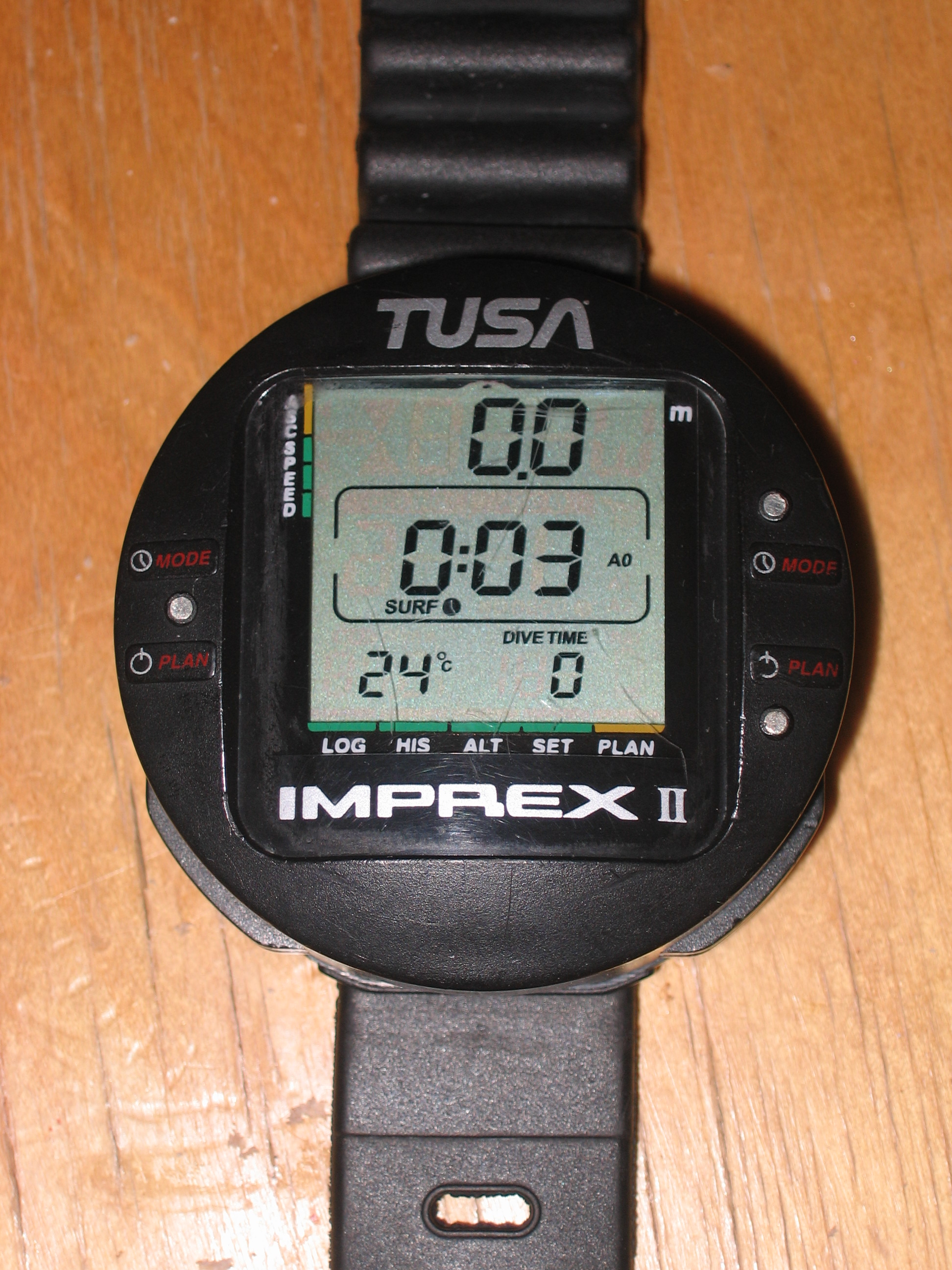
Montre de plongée Tusa.
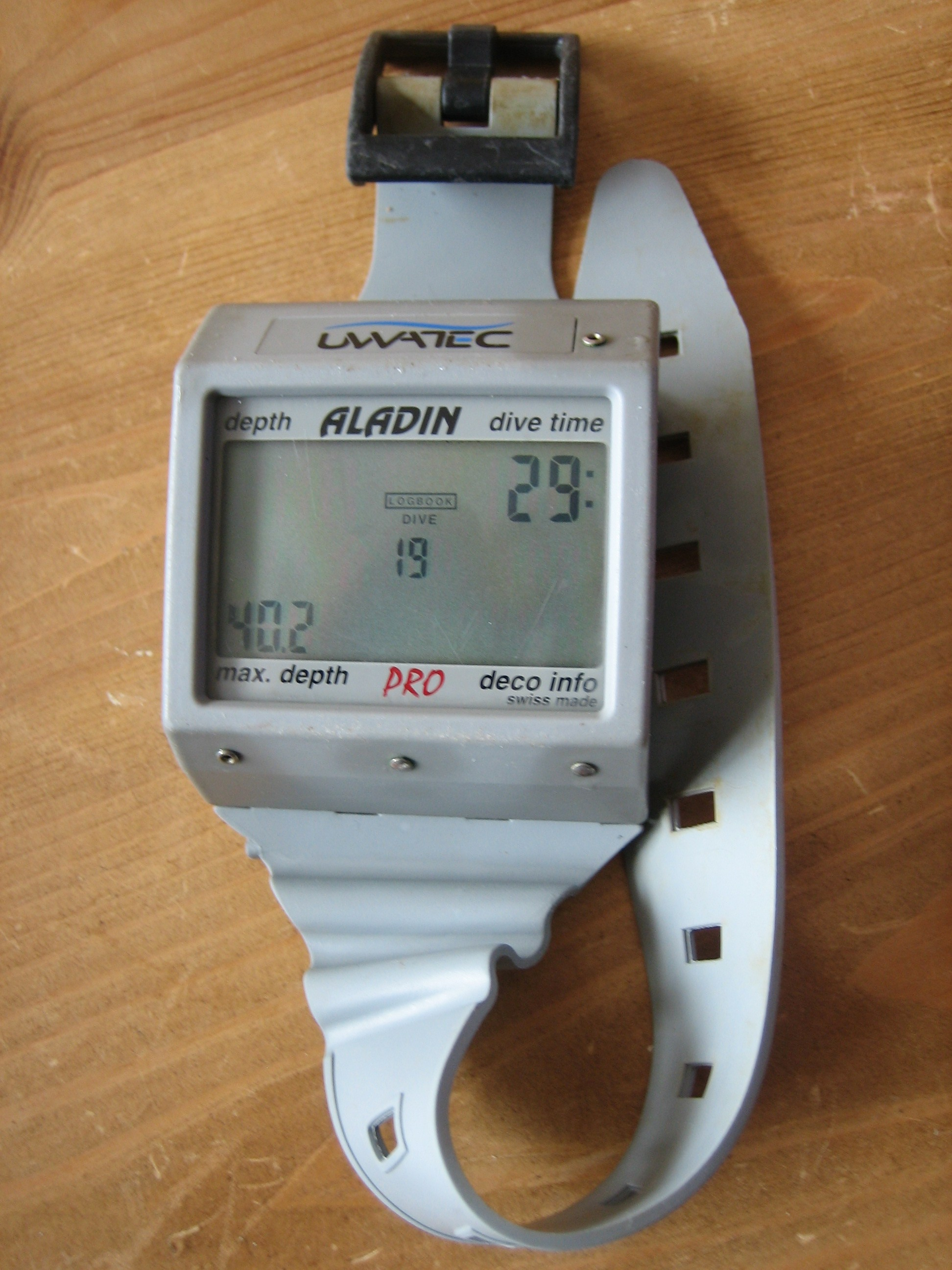
Montre de plongée Aladin.
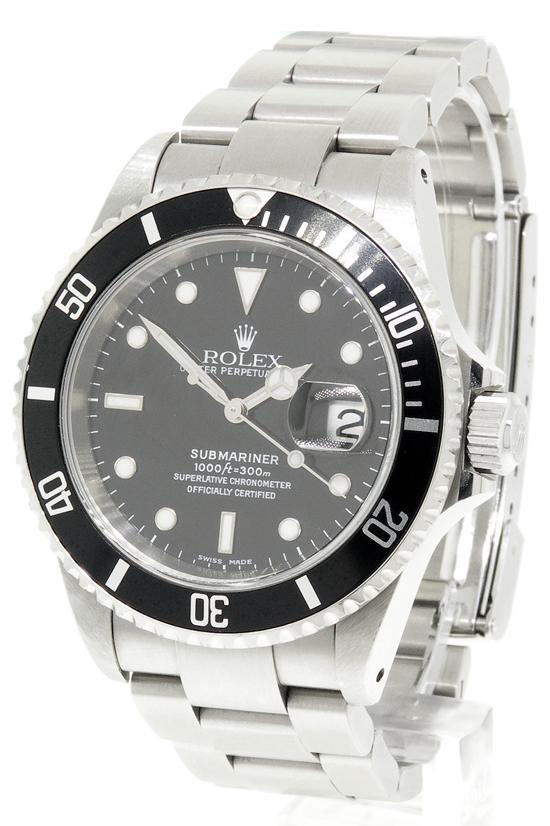
Rolex Submariner
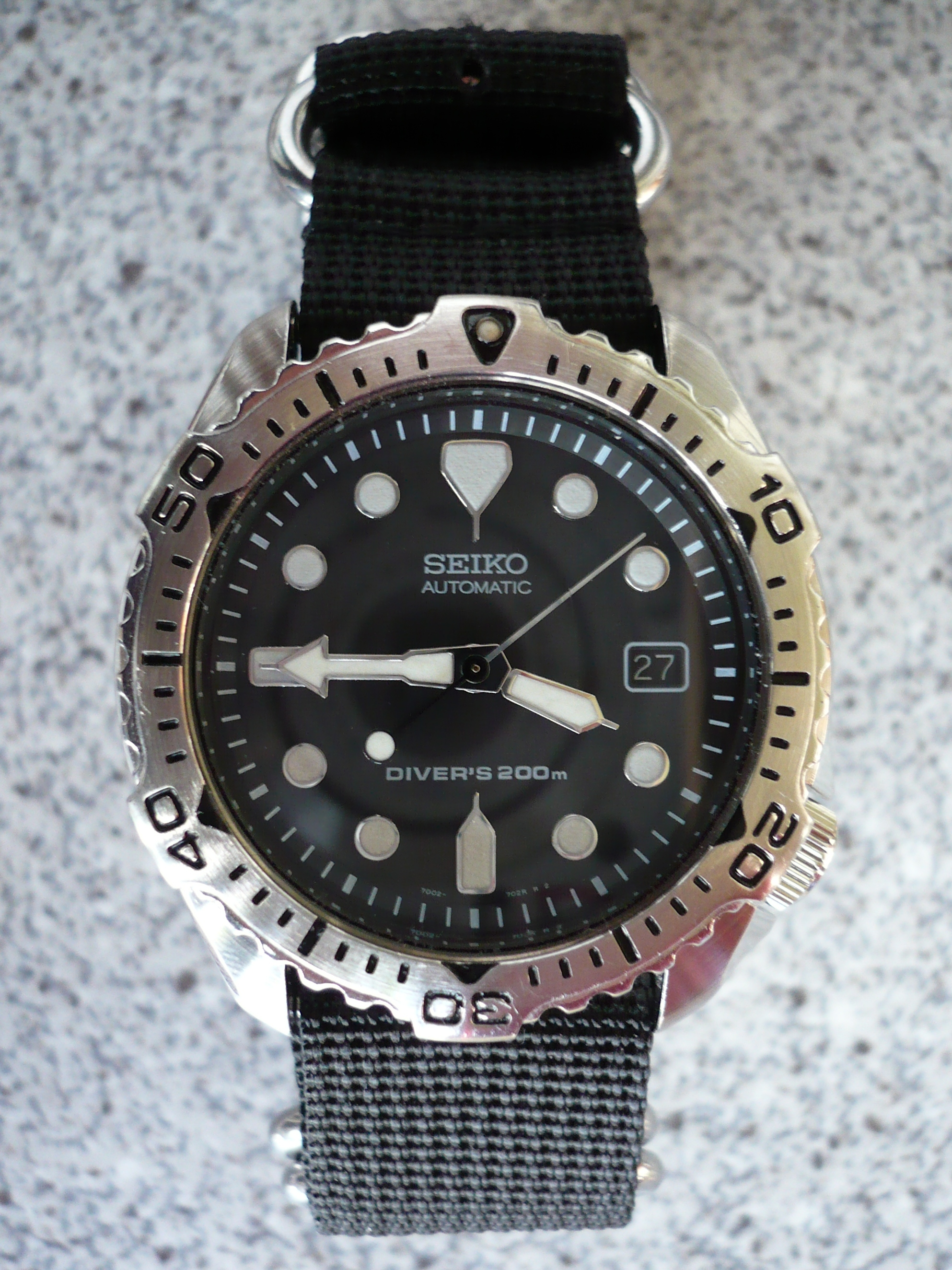
Seiko Diver 7002-7020.
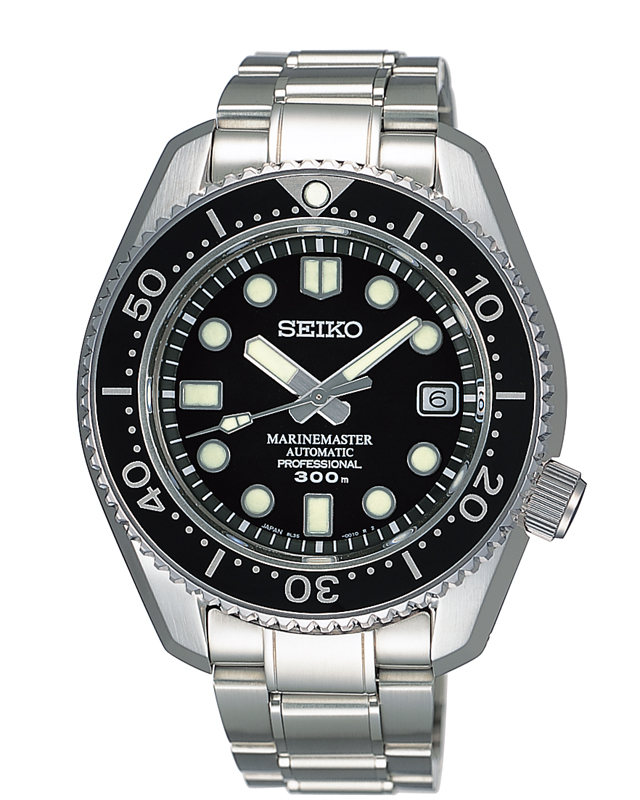
Seiko Marine Master.